# Qingyun (köpinghuvudort i Kina, Jiangxi Sheng, lat 28,66, long 116,92)
Qingyun är en köpinghuvudort i Kina. Den ligger i provinsen Jiangxi, i den sydöstra delen av landet, omkring 100 kilometer öster om provinshuvudstaden Nanchang. Antalet invånare är 22 234. Befolkningen består av 10 691 kvinnor och 11 543 män. Barn under 15 år utgör 20,0 %, vuxna 15-64 år 70 %, och äldre över 65 år 8,0 %.
Runt Qingyun är det tätbefolkat, med 266 invånare per kvadratkilometer. Närmaste större samhälle är Chenying, 14,3 km öster om Qingyun. Trakten runt Qingyun består till största delen av jordbruksmark.
Genomsnittlig årsnederbörd är 2 308 millimeter. Den regnigaste månaden är juni, med i genomsnitt 395 mm nederbörd, och den torraste är oktober, med 33 mm nederbörd.